# Celama triangulalis
Celama triangulalis är en fjärilsart som beskrevs av De Toulgoët 1961. Celama triangulalis ingår i släktet Celama och familjen trågspinnare. Inga underarter finns listade i Catalogue of Life.